# Kübra Ardıç
Kübra Ardıç – turecka bokserka, medalistka mistrzostw Unii Europejskiej (2013) w kategorii do 54 kg, dwukrotna wicemistrzyni Turcji w kategorii do 54 kg.

## Kariera amatorska
Reprezentowała Turcję na Mistrzostwach Unii Europejskiej 2013 w Keszthely, rywalizując w kategorii koguciej (do 54 kg). Ardıç pokonała w ćwierćfinale reprezentantkę Danii Linę Svensen, zapewniając sobie miejsce na podium. W półfinale zawodów pokonała ją Czeszka Alice Šrámková.
Dwukrotnie zdobywała mistrzostwo Turcji (2016, 2017) oraz trzykrotnie była na podium tych zawodów w roku 2013, 2015 i 2018 w kategorii do 54 kg. 